# علی فیروزی

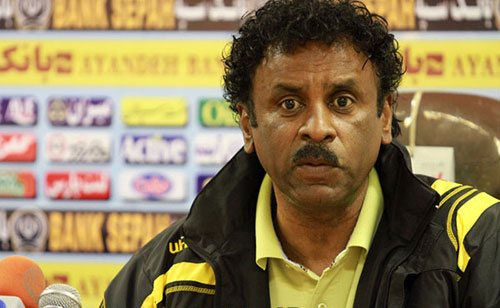

علی فیروزی (زادهٔ ۱۱ مارس ۱۹۵۵) یک بازیکن فوتبال پیشین اهل ایران است.